# La-5戰鬥機
拉-5(La-5)型和改良型La-7戰鬥機，是蘇聯在二次大戰中後期的主力戰鬥機之一，還常被認為是蘇聯當時綜合表現最優秀的戰鬥機，和在當時世界最傑出主力機型之一。拉-5型從1942年開始後投產後，產量達到一萬架左右，而拉-7型從1944年投產後，產量達到5753架。

## 歷史
蘇德戰爭爆發後，雖然拉格-3戰鬥機的性能表現並未特別出眾，但其卻有著相較於當時蘇聯其他新銳戰鬥機種（如雅克-1）所欠缺的堅固和抗戰損能力。
這是因為拉格-3戰鬥機先天的結構上，使用當時較新發明的酚甲醛樹脂填充和接著，只因為液冷式發動機功率不足，於是其設計師拉沃奇金大膽的採用當時被認為（由於正截面大將導致戰機氣動力惡化，因此不適合用於高空高速空戰)新型的M-82氣冷發動機，以改善該機體系列的高空和高速性能（實際上，此處所指的高空多半是以大戰時期俄國空軍戰鬥機活動空層的極限-6000公尺以下）。
而本機的另一特點是，在量產型的戰鬥機中，首先使用前緣襟翼的構造，大大提高了機動性。
因為拉沃奇金的拍擋離開設計局，所以本機被單獨命名為拉-5型戰鬥機 (Lavochkin La-5)，並在1942投入戰場參與了斯大林格勒戰役。

### 型號
- LAGG3-M82

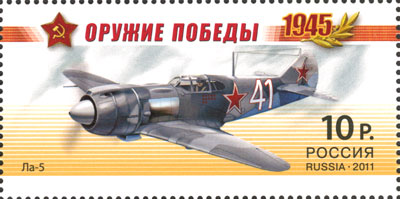
作為紀念郵票的La-5戰鬥機

1942年2月，一个工程师团队在第21号工厂制造了这架装备什韦佐夫M82A发动机的实验机，而标准的LAGG3则装备着卡里莫夫M-105P型水冷发动机，除此之外，二者没有区别。风冷的M82A型发动机重1895磅，其性能如下：1700马力/低空， 1540马力/6725英尺，1330马力/17700英尺。相比之下，M-105P引擎在任何高度都只能产生不超过1100马力的动力。由于M-82的直径为18英尺，远大于M-105P型发动机，所以LAGG3的前机身必须返工以容纳更大的M-82发动机。飞机最初被装上了4门舍瓦克20MM机炮，但是为了解决发动机散热问题又拆除了其中两门，因为要腾出空间在机身两侧安装2个额外的发动机散热器。飞机在1942年3月完成首飞，但是在同年7月因为发动机故障坠毁。 
- LaG-5

1942年7月底，这种飞机在高尔基的第21号工厂开始制造，9月8号飞机完工。前200架飞机的前机身部分是由双层厚度的桦木构成的，这是为了保证从座舱前圆形的发动机罩直到椭圆形的后机身和机尾都能够有平滑的过度。相比LaGG-3 M-82，新的制造工艺让LaG-5战斗机的重量降低了188磅，生产型飞机的特点是机翼外段安装了前缘襟翼，供油系统包括5个油箱，其中四个安装在机翼内，飞机在制造时安装了一门舍瓦克20MM机炮和一挺布雷金UBS 12.7MM机枪。 
- La-5

1942年9月8日，按照航空工业人民委员会的第683号命令，LaG-5以La-5作为新的型号开始投产。从1942年9月开始到当年年底， 在第21号工厂共制造了1107架La-5战斗机，有22架改进过的型号在第比利斯的第31号工厂完工。这种飞机的最大时速为355MPH/6500英尺、362MPH/18500英尺。以前驾驶LaGG-3的飞行员们抱怨这种飞机的机身过重，机翼控制面也太小。这些要求使得后期生产的La-5进一步增大了升降舵和尾鳍面积，前风挡也换成了57MM厚的钢化玻璃，增加了飞机的外挂架，但是在水平尾翼部分仍然没有变化。 
- La-5F

1942年9月16日，航空工业人民委员会下达了第778号命令，指示在莫洛托夫的第19号发动机制造厂开始生产M-82F型引擎，改进过的增压器使得发动机在10000英尺高度能工作，此外该发动机能在2600英尺高度输出1760马力。为了能装下新的发动机，飞机的引擎罩进行了修型，同时增加了增压器进气口以满足M-82F更大的进气量。此外，每两架La-5F配备一部rsi-4型无线电。更加重要的是，为了改善驾驶舱内视野，后机身高度被降低并在驾驶舱后部也安装了防弹玻璃，这些飞机在第21号工厂的内部编号为 “39型”。这些改进首先出现在1942年11月生产的第九批次La-5F上。从1943年1月开始，位于乌兰乌德的第99号工厂和下塔吉尔的381号工厂也加入了La-5F生产的行列。 
- La-5FN

1942年6月，配备燃油直喷系统的M-82FN在什韦佐夫工厂完成台架试验。此外，由于M-82引擎在La-5机身上已经出现了过热的问题，M-82FN为此进行了重新设计以改进在战斗中的冷却性能，在内部，发动机的活塞和连杆都进行了加固，每个气缸都配备了单独的排气管，最后，燃油直喷系统被安装到了原先M82发动机上化油器的位置。发动机输出提升到了：1850马力/低空、1670马力/5000英尺、1460马力/15000英尺的水平。 
La-5FN原型机在1942年12月完成了第一次测试，这架飞机被称为高背型拉5（使用较旧的37型机身）。1943年3月，使用新型的39型机身的第二架原型机被制造出来，并在当月末进行了国家测试。改进后的金属翼粱使得飞机重量仅仅只有7000磅。第二原型机表现出卓越的性能：低空/372mph、10500ft/391mph、20500ft /405mph。为了使新的发动机发挥最大效用，拉沃契金而对机体进行了大量的改进，增压机身、可伸缩的尾轮，增大了面积的尾翼使得操作性更好，杆力更小。但是伸出的无线电桅杆和为了扩大进气而在在发动机罩上安装的齿轮传动增压器都造成了更大的空气阻力。字母FN和一个菱形图标被刻到发动机短舱侧面。尽管有着更好的性能，但是La一5FN并没有立刻得到生产，因为飞机需要的M-82FN引擎产量不足。事实上，高尔基工厂直到1943年秋才得到足够的M-82FN引擎转产La-5FN。而其他工厂直到1944年初才开始制造La-5FN 
- La-7

La-7最初被称为“1944年标准型”的La-5FN，这架飞机相比之前的型号有着显著的差异。飞机翼粱使用金属替代了以前的木质部分，改进了机身动力系统的密封性能，装备了3门UB-20机关炮。将油冷器的位置从发动机整流罩底部移到后机身。将增压器从发动机整流罩移动到机翼中段前缘。飞机的起飞重量降低了121磅，空气动力性能得到了改进。通过这一系列改进，原型机展现出优异的性能：低空极速373mph、10,500英尺时419mph、20000英尺时425mph。不久La-7定型，1944年春，生产型La-7（拉沃契金设计局内部编号45型）开始在高尔基的第21号工厂开始生产，1944年9月，第381号工厂和第99号工厂也开始生产La-7。由于计划中将要装备La-7的UB20机炮出现了问题，所以这些飞机只装备了2门20毫米舍瓦克机炮。

### 評價和戰果
相對於另一蘇聯戰時主力戰鬥機雅克-9因受制於任務性質而毀譽參半的評價，或專司格鬥而用途過狹的雅克-3型，除了超短航程外與備彈較少的傳統缺點外、相對較均衡的本機幾乎是一面倒地受到實戰部隊的歡迎。比起戰爭初期即嶄露頭角、遍佈戰線並創造大量王牌的雅克系列，二戰時蘇聯前十名王牌飛行員的愛機多半是美援的P-39或La-5之後的拉系列。和雅克重視量產性、整備性、空氣動力外形、機敏性、容易上手……等以"量"為運用前提的特色相比，拉以強韌、充分發揮大馬力發動機潛能的進化方向，使其重視"質"的印象更強。
因生產本機所需要的器材和材料較新，對在開戰時即受到重創和工業基底稍遜的蘇聯而言，生產主力轉往簡易可靠又較高性能的雅克系列是必然之事 (特別相較同期問題頻仍而性能又差強人意的LaGG-3和MiG-3)。對東線戰場生態而言這也是必然之舉。但拉系列進化後重獲重視，至La-5和La-7時甚至得到部分精銳堅定的支持，使其總產量仍逾一萬五千架。
二戰後期蘇聯在戰爭進入順遂階段時曾有議論"目前戰線上使用機種何者居冠"。雖然各家設計局的產品皆有相當支持者，但最後評定結果是繼承P-39位置的P-63獲得壓倒性的支持。因其擁有紅軍所需要的所有重點性能，與紅軍機種所不具備的總體均衡性 (兼顧速度、運動性的同時擁有重裝甲、重砲與豪華齊全的機載設備)。據說包含斯大林在內的紅軍高層對此有些不悅，認為戰爭結束前紅軍最佳戰機的位置不該是屬於外來的援助機種，因此責令各設計局提出最佳設計加入評鑑，兩大主流支系便分別以La-7與Yak-3作為代表。即使機載裝備的科技與品質仍明顯不如P-63，但至少在東線戰場最重要的中低空速度與運動性能上，兩者皆能超越P-63。由於兩者皆服役一段時間並累積相當豐碩的戰果，各自擁有相當的支持者，於是接著又衍生出"何者為國產戰機之冠"的爭論。由於各實戰經驗者皆認定"不能只憑紙面數據即判定高下"，為此雙方支持者在軍方許可下舉行了一次相當認真的模擬戰。La-7支持者一方派出第9親衛戰鬥連隊隊長Vladimir Lavrinenkov (此時是已獲得兩次蘇聯英雄獎章、至終戰時累計擊落35架、協同擊落11架的超級王牌)領隊，另一方則以雅克系列戰機久經實戰、著名的法籍援俄部隊「諾曼底‧尼門」隊長Louis Delfino率隊交鋒。由於之前戰功彪炳的第9親衛戰鬥連隊被編入第303戰鬥師團時，名聞遐邇的「諾曼底‧尼門」也已編入該師團中，因此何者較優自當時便爭論不休，種下日後此次實戰競技的因緣。以雙方被隊中認定戰技最佳的王牌領隊、並各攜一名默契最佳的僚機，以二對二的小編隊進行模擬對抗。模擬空戰中，La-7一方不斷利用較強的加速性和垂直面機動屢次甩脫咬尾、並佔據高位意圖以此壓倒對手，而Yak-3一方則頻頻活用較輕盈的水平面機動切入對方內圈、或閃躲對方的射擊軸線，也在攻防之間運用較高的俯衝速度與對方的垂直機動抗衡。因為空戰中雙方皆視同實戰、毫不保留，因此歷經相當時間仍無法分出勝負 (亦有雙方皆二勝二敗的說法)。就在長時間的高G機動中，La-7方領隊的Lavrinenkov痼疾的心臟病發，不得不當場退出戰鬥、送院治療，使得這場較量在難分高下的結果中畫下句點。Lavrinenkov在戰後的訪談中亦表達其遺憾的心情，並對Yak-3與法國人對手至上由衷的敬意。
戰後本機被用來軍援其他社會主義國家，並參加過韓戰和台海衝突，還發展了較高技術、高火力和高航程的La-9和La-11 (但兩者的空戰性能反較基礎的La-7為低)，補充了問題較多的早期噴射戰鬥機不足，成為了蘇聯末代的螺旋槳戰鬥機。

## 參數與結構

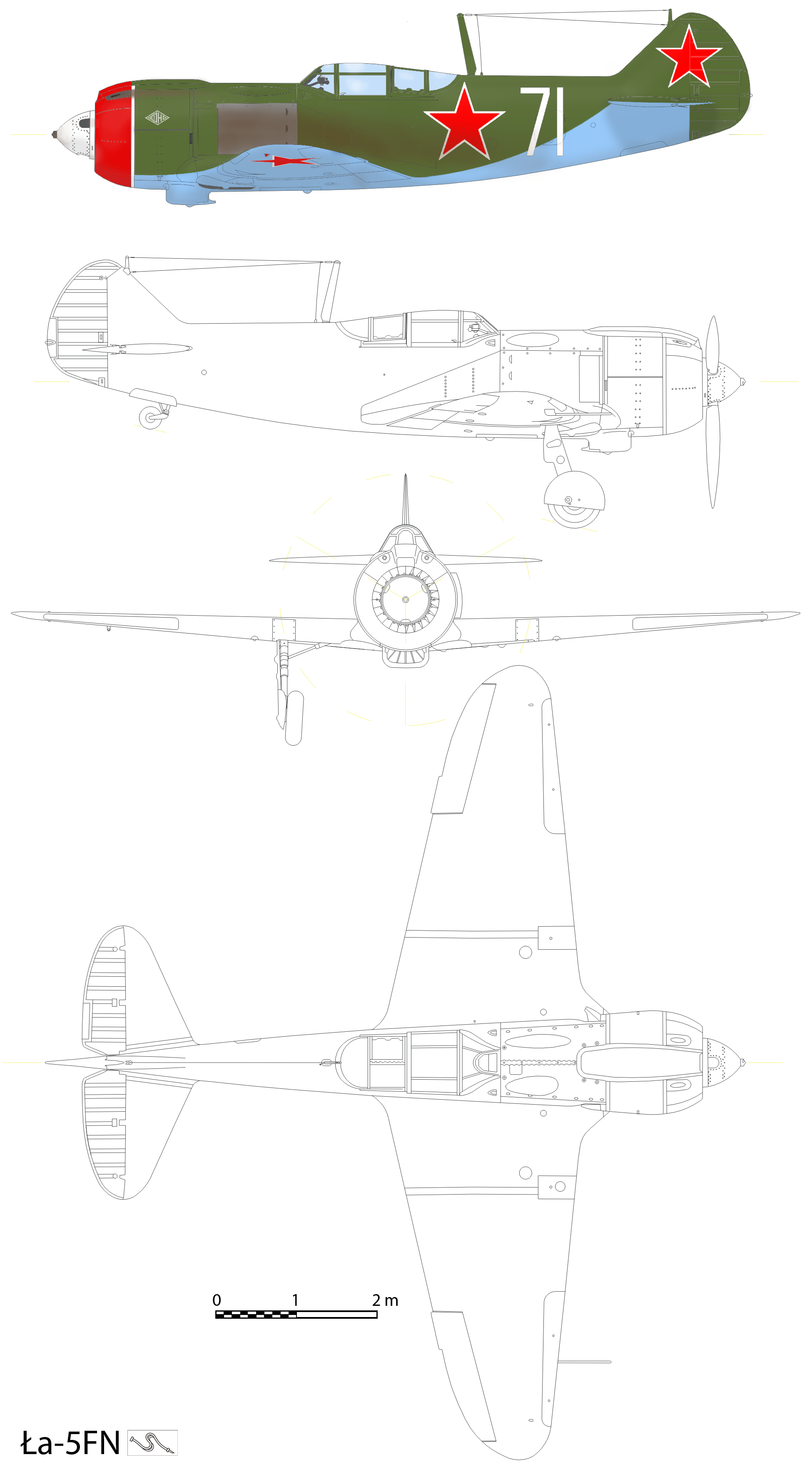
La-5三視圖

結構很像拉格-3戰鬥機，是由木結構為主以塑料填充和接著的，單座單發式螺旋槳戰鬥機，最大特色是首創了前緣襟翼的構造，使用後三點式收放式起落架，配三葉式螺旋槳和氣泡式座艙，有外露式的無線電天線。
因為拉-7型和拉-5型外觀上極相似，故有關戰時飛機的書籍多把其一併介紹，但實際上前者的增壓器導氣管是在左翼翼根中，減少了阻力而速度較快。
以下資料以產量最多的La-5FN為主。

### 尺寸和重量
空機2605公斤，最大起飛重量3265公斤；機長8.66公尺，翼展9.80公尺，高2.54公尺，翼面積17.50平方公尺。

### 性能
使用M-82星型十四氣缸氣冷發動機，配備機械增壓器，最大功率1268千瓦。極速每小時648公里，初始上升率每分鐘一千一百公尺，上升到五千公尺需時5分42秒，最大上升率每秒十九公尺，實用升限一萬公尺，航程765公里，著陸速度每小時144公里，最大使用過載4.5G，在一千公尺高時360'盤旋只需19秒。

### 武裝
初期前機身上方兩門Shvak 20毫米口徑機炮裝彈量二百發。翼下可掛150公斤炸彈。
拉-7型改為三門B+20M 20毫米口徑機炮，翼下可載六枚航空火箭或各一百公斤炸彈。

## 基本資料
- 乘員:1人
- 全長:8.67米
- 翼展:9.8米
- 全高:2.54米
- 空重:2,605公斤
- 載重:3,402公斤
- 最快速度:648公里/小時
- 航程:765公里
- 昇限:11,000米
- 發動機:一具風冷式M-82FN發動機(1,960匹馬力)
- 武裝:2支20毫米口徑ShVAK機炮+2個小型100公斤炸彈

## 使用國家
- 苏联
- 納粹德國（擄獲機）
- 波蘭
- 捷克斯洛伐克